# 泗河镇
泗河镇，是中华人民共和国吉林省长春市榆树市下辖的一个乡镇级行政单位。

## 行政区划
泗河镇下辖以下地区：
镇区村、桦树村、吉兴村、二道村、文明村、韩家村、富户村、泗河村、炮手村、双榆村、吉林村和城顺村。